# Viktor Blom
Viktor Blom (nascido em 26 de setembro de 1990) é um jogador sueco de high stakes poker online, mais conhecido como Isildur1. Sua ascensão e sua fama no poker aconteceu no ano de 2009, embora já atuasse em várias salas de apostas online européias antes disso. Em dezembro de 2010, foi anunciado que o então anônimo Isildur1 tendo entrado ao Team PokerStars Pro. Sua identidade foi revelada pelo PokerStars em 8 de janeiro de 2011, no Pokerstars Caribbean Adventure.
Com um estilo agressivo e destemido, o jogador se destacou em uma vasta gama de jogos diferentes, praticando todos em alto nível e provando seu imenso talento. Jogos de cash game, torneios, Heads-up sit and go e várias modalidades diferentes fazem parte do seu repertório.
O gosto pelo desafio sempre o levou a enfrentar os maiores jogadores do mundo e não demorou para que se consagrasse como um dos grandes jogadores de sua geração. Não bastasse o imenso sucesso (mesmo em meio a grandes ondas de variância) nos cash games mais caros da internet, Blom também despontou como um excelente jogador de torneios.

## Carreira
Isildur1 apareceu pela primeira vez no Full Tilt Poker em 16 de setembro de 2009, e permaneceu largamente despercebida até novembro, quando começou a jogar profissionais bem conhecidos, como Tom Dwan, Phil Ivey, Brian Townsend, Sul Cole e Patrik Antonius com apostas de até US$ 500 / US$ 1000. Ele alcançou um pico de carreira em 15 de novembro com ganhos totais de US$ 5 milhões. Em meados de dezembro, no entanto, ele foi para baixo $ 2000000 líquida, , incluindo uma perda de aproximadamente US$ 4 milhões para Brian Hastings em 8 dezembro, quando os dois heads-up jogado $ 500 / $ 1,000 Pot-Limit Omaha por cinco horas. Com algumas exceções breve, Isildur1 não aparecem no Full Tilt entre seu colapso em meados de dezembro e seu retorno em fevereiro de 2010.
De acordo com entrevista do Full Tilt insider com Patrik Antonius, Isildur1 tinha uma banca de aproximadamente US $ 2000, em janeiro de 2009. Ele construiu o seu bankroll para US $ 1,4 milhões e começou a jogar no Full Tilt, em setembro. Ele jogou pela primeira vez Haseeb Qureshi, um high stakes regular, em US $ 100 / $ 200 estacas. Após 24 horas Isildur1 ganhou quase US $ 500.000. Ele desapareceu e reapareceu um mês depois e jogou Brian Townsend , Patrik Antonius, e Cole South em US $ 200 / $ 400 para US $ 500 / $ 1000 tabelas e sofreu uma perda de milhões de dólares. Um colunista em HighStakesDB, um site que monitora e acompanha on-line atividade high stakes, sugeriu que Isildur1 foi excessivamente agressiva, o que poderia custar-lhe jogar contra a concorrência elite. Isildur1, no entanto, respondeu às críticas ao ganhar US $ 2 milhões para trás de Townsend e Sul durante a última semana de outubro de 2009.
Com um lucro de US $ 1 milhão no Full Tilt, Isildur1 esperou menos seis heads-up $ 500 / $ 1000 Limit Hold'em Sem tabelas para qualquer adversário disposto a jogar para estacas tal. Seu primeiro adversário foi Tom Dwan, que é amplamente considerado como um dos top online heads-up jogadores. Eles jogaram seis mesas em simultâneo com mais de um milhão de dólares em jogo durante uma semana. Até o final da semana, Isildur1 tinha ido na maior conquista na história do poker online, ganhando cerca de US $ 5 milhões de Dwan, levando Dwan para emitir um desafio ao vivo para jogar Isildur1 no Full Tilt Poker Durrrr Million Dollar Challenge. Ele então desafiou Antonius para uma revanche no dia seguinte e ganhou US $ 1,6 milhão da-lhe em 15 de novembro e atingiu o pico com 5980 mil dólares em ganhos no Full Tilt.
Recentemente, após anunciar o seu desligamento do Team PokerStars Pro, Blom se juntou ao time de profissionais do Full Tilt, time chamado de "The Professionals".

### Títulos no Poker
| Year | Tournament                | Prize      |
| ---- | ------------------------- | ---------- |
| 2017 | $2,100 HORSE Championship | $60,760.00 |

| Year | Tournament                             | Prize         |
| ---- | -------------------------------------- | ------------- |
| 2012 | $215 No Limit Hold'em                  | $247,200      |
| 2012 | $530 No Limit Hold'em w/rebuys [6-max] | $160,000      |
| 2013 | $10,300 NL Hold'em Main Event          | $1,096,200.00 |

## Eventos Ao vivo
Viktor Blom sempre foi um grande entusiasta do jogo de poker online, se tornando um dos maiores jogadores de sua geração. Porém, em 2011 passou a praticar o jogo também em eventos ao vivo. Com grande publicidade a sua volta, despontou em grandes torneios. Em janeiro de 2012, no PokerStars Caribbean Adventure, Blom venceu seu primeiro grande título, quando ganhou o Super High Roller e recebeu o premio de US$ 1.254.000.

Embora tenha um excelente retrospecto jogando nos feltros de grandes torneios mundiais, Viktor se dedica muito mais ao jogo online, deixando claro essa preferência com os resultados obtidos em sua carreira acontecendo nos grandes eventos da internet.